# CM-VI-4
El CM-VI-4 es un Camino Municipal que une las localidades de La Vídola y Villar de Samaniego. 
Une solamente estas dos localidades y está trazada en el antiguo camino de La Vídola a Villar de Samaniego.

## Recorrido
El camino vecinal CM-VI-4 tiene su origen en La Vídola en la intersección con la carretera DSA-562, y termina en el encuentro con la carretera DSA-555 en Villar de Samaniego.
| La Vídola (Intersección con ) - Villar de Samaniego (Continuación por ) | La Vídola (Intersección con ) - Villar de Samaniego (Continuación por ) | La Vídola (Intersección con ) - Villar de Samaniego (Continuación por ) | La Vídola (Intersección con ) - Villar de Samaniego (Continuación por ) | La Vídola (Intersección con ) - Villar de Samaniego (Continuación por ) | La Vídola (Intersección con ) - Villar de Samaniego (Continuación por ) | La Vídola (Intersección con ) - Villar de Samaniego (Continuación por ) | La Vídola (Intersección con ) - Villar de Samaniego (Continuación por ) | La Vídola (Intersección con ) - Villar de Samaniego (Continuación por ) | La Vídola (Intersección con ) - Villar de Samaniego (Continuación por ) | La Vídola (Intersección con ) - Villar de Samaniego (Continuación por ) |
| Esquema                                                                 | PK                                                                      | Sentido Villar de Samaniego                                             | Sentido Villar de Samaniego                                             | Sentido Villar de Samaniego                                             | Sentido Villar de Samaniego                                             | Sentido La Vídola                                                       | Sentido La Vídola                                                       | Sentido La Vídola                                                       | Sentido La Vídola                                                       | Notas                                                                   |
| Esquema                                                                 | PK                                                                      | Velocidad                                                               | Elemento                                                                | Salida                                                                  | Salida                                                                  | Salida                                                                  | Salida                                                                  | Elemento                                                                | Velocidad                                                               | Notas                                                                   |
| Esquema                                                                 | PK                                                                      | Velocidad                                                               | Elemento                                                                | Dir.                                                                    | Nombre                                                                  | Nombre                                                                  | Dir.                                                                    | Elemento                                                                | Velocidad                                                               | Notas                                                                   |
| ----------------------------------------------------------------------- | ----------------------------------------------------------------------- | ----------------------------------------------------------------------- | ----------------------------------------------------------------------- | ----------------------------------------------------------------------- | ----------------------------------------------------------------------- | ----------------------------------------------------------------------- | ----------------------------------------------------------------------- | ----------------------------------------------------------------------- | ----------------------------------------------------------------------- | ----------------------------------------------------------------------- |
|                                                                         | 0,0                                                                     |                                                                         |                                                                         | La Vídola Pereña de la Ribera                                           | La Vídola Pereña de la Ribera                                           | La Vídola Pereña de la Ribera                                           |                                                                         |                                                                         |                                                                         |                                                                         |
| Vitigudino                                                              | 0,0                                                                     |                                                                         |                                                                         |                                                                         |                                                                         |                                                                         |                                                                         |                                                                         |                                                                         |                                                                         |
|                                                                         | 2,9                                                                     |                                                                         | Término Municipal de Villar de Samaniego                                | Término Municipal de Villar de Samaniego                                | Término Municipal de Villar de Samaniego                                | Término Municipal de La Vídola                                          | Término Municipal de La Vídola                                          | Término Municipal de La Vídola                                          |                                                                         |                                                                         |
|                                                                         | 4,5                                                                     |                                                                         |                                                                         | VILLAR DE SAMANIEGO                                                     | VILLAR DE SAMANIEGO                                                     | VILLAR DE SAMANIEGO                                                     | VILLAR DE SAMANIEGO                                                     |                                                                         |                                                                         |                                                                         |
|                                                                         | 4,840                                                                   |                                                                         |                                                                         | Robledo Hermoso                                                         | Robledo Hermoso                                                         | Robledo Hermoso                                                         | Robledo Hermoso                                                         |                                                                         |                                                                         |                                                                         |